# Oxyethira roberti
Oxyethira roberti är en nattsländeart som beskrevs av Harper och Roger Roy 1980. Oxyethira roberti ingår i släktet Oxyethira och familjen smånattsländor. Inga underarter finns listade i Catalogue of Life.